# Zdrav razum
Zdrav razum dobra je praktična prosudba o svakodnevnim stvarima ili osnovna sposobnost opažanja, razumijevanja i prosuđivanja koju dijele gotovo svi ljudi. Prva vrsta zdravog razuma, dobar razum, može se opisati kao "smisao da se stvari vide onakvima kakve jesu i da se stvari rade onako kako bi trebale biti učinjene". Drugi tip ponekad se opisuje kao narodna mudrost, "označavajući nereflektirajuće znanje koje ne ovisi o specijaliziranoj obuci ili promišljenom razmišljanju". Dvije su vrste isprepletene, jer je osoba koja ima zdrav razum u dodiru s idejama zdravog razuma, koje proizlaze iz proživljenih iskustava ljudi koji su dovoljno zdravorazumski da ih poznaju.
Zdravorazumsko svakodnevno razumijevanje proizlazi iz povijesne filozofske rasprave koja obuhvaća nekoliko europskih jezika. Srodni izrazi na drugim jezicima uključuju latinski „sensus communis”, grčki „αἴσθησις κοινὴ” (aísthēsis koinḕ) i francuski „bon sens”, ali to nisu izravni prijevodi u svim kontekstima. Slično, u engleskom jeziku postoje različite nijanse značenja, što implicira više ili manje obrazovanja i mudrosti: "dobar razum" ponekad se smatra ekvivalentom "zdravom razumu", a ponekad nije.
Aristotel, prva osoba za koju se zna da je raspravljala o "zdravom razumu", opisao ga je kao sposobnost kojom životinje i ljudi obrađuju osjetilne percepcije, sjećanja i maštu (grč.: φρονεῖν, phroneîn) kako bi došle do mnogih vrsta osnovnih prosudbi. Prema njegovoj shemi, samo ljudi imaju stvarno obrazloženo razmišljanje (νοεῖν, noeîn), što ih vodi dalje od njihova zdravog razuma.
"Zdrav razum" također ima najmanje dva posebna filozofska značenja. Jedna je sposobnost duše (ψῡχή, psūkhḗ) koju je predložio Aristotel, koja omogućuje različitim individualnim osjetilima da kolektivno percipiraju karakteristike fizičkih stvari, kao što su kretanje i veličina, koje sve fizičke stvari imaju u različitim kombinacijama, omogućujući ljudima i životinjama razlikovanje i prepoznavanje fizičkih stvari. Ovaj zdravi razum razlikuje se od osnovne osjetilne percepcije i ljudskog racionalnog razmišljanja, ali surađuje s oboje.
Od prosvjetiteljstva, izraz "zdrav razum" često se koristio za retorički učinak, ponekad pejorativno, a ponekad kao pozitivno pozivanje na autoritet. Može se negativno izjednačiti s vulgarnim predrasudama i praznovjerjem. Često im se pozitivno suprotstavlja kao standard dobrog ukusa i kao izvor najtemeljnijih aksioma potrebnih znanosti i logici. Početkom 18. stoljeća, ovaj stari filozofski pojam prvi put je dobio svoje moderno značenje: "Te jednostavne, samoočigledne istine ili konvencionalne mudrosti, za koje nije potrebna nikakva sofisticiranost za razumijevanje i nikakav dokaz da bi bile prihvaćene upravo zato što se tako dobro uklapaju u osnovne (zdravorazumske) intelektualne sposobnosti i iskustva cjelokupnog društvenog tijela.”
Polemički pamflet Thomasa Painea „Zdrav razum” (1776.) opisan je kao najutjecajniji politički pamflet 18. stoljeća, koji je utjecao na američku i francusku revoluciju. Danas je koncept zdravog razuma i kako ga najbolje koristiti i dalje vezan za mnoge od najtrajnijih tema u epistemologiji i etici, s posebnim fokusom često usmjerenim na filozofiju modernih društvenih znanosti.